# 遠藤紘一
遠藤 紘一（えんどう こういち、1944年2月16日 - ）は、日本の実業家。
Ricoh Electronics, Inc. (USA)取締役社長、株式会社リコー取締役副社長執行役員、リコージャパン株式会社代表取締役会長執行役員（初代）、内閣官房政府情報化統括責任者（初代）、内閣情報通信政策監（初〜第3代）、デジタル庁参与などを歴任した。

## 来歴

### 生い立ち
太平洋戦争中の1944年2月16日に生まれ、東京都にて育った。武蔵工業大学（現・東京都市大学）に進学し、工学部の経営工学科にて学んだ。1966年3月、武蔵工業大学を卒業した。同年4月、リコーに入社した。

### 実業家として

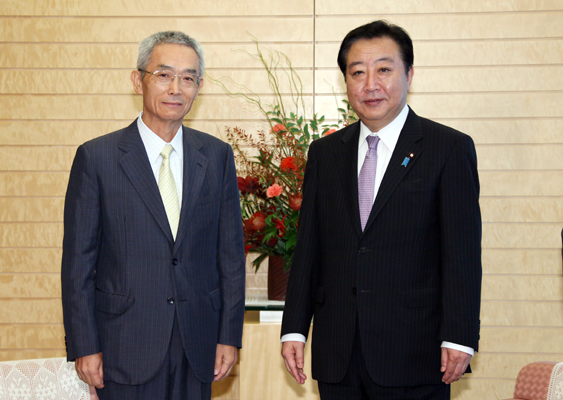
2012年9月6日、総理大臣官邸にて内閣総理大臣野田佳彦（右）と

リコーにおいては、1986年9月に生産本部の副本部長に就任した。翌年4月、アメリカ合衆国の現地法人であるリコーエレクトロニクスの取締役となり社長に就任した。
その後、リコーの本社に戻ることになり、1990年10月よりコンポーネント事業部の事業部長を務めた。1992年6月からは、リコーの取締役に名を連ねた。また、1993年4月より、情報システム本部の本部長とシステムユニット事業部の事業部長を兼務した。1997年6月、リコーの常務に就任した。また、1998年4月より、生産事業本部の本部長とPCUP事業部の事業部長を兼務した。2000年6月、リコーの専務に就任した。2005年6月からは、取締役に加えて執行役員にも名を連ねるとともに、最高情報責任者に就任した。なお、2006年4月には最高情報責任者を離れた。2008年4月、リコーの副社長に就任した。
2010年7月1日、リコーの販売子会社であるリコー北海道、リコー東北、リコー販売、リコー中部、リコー関西、リコー中国、リコー九州の7社、および、リコーの販売事業本部が統合され、新たにリコージャパンが発足した。それに伴い、同月付でリコージャパンの取締役および執行役員になるとともに、代表権のある会長に就任した。会長退任後は、2012年4月よりリコージャパンの顧問を務めていた。
そのほか、日本情報システム・ユーザー協会の常任理事、内閣府の独立行政法人評価委員会の委員や、国民生活審議会個人情報保護部会の臨時委員、経済産業省のCIO戦略フォーラムの委員長、日本経済団体連合会の情報通信委員会情報化部会の部会長などを務めた。内閣の行政改革実行本部、および、IT戦略推進本部の下に設置された政府情報システム刷新有識者会議にて、学習院大学法学部教授の森田朗、東京工業大学像情報工学研究所教授の大山永昭、慶應義塾大学総合政策学部学部長の國領二郎らとともに構成員として参画していた。行政改革実行本部の副本部長である内閣府特命担当大臣（行政刷新担当）の岡田克也、IT戦略推進本部の副本部長である内閣府特命担当大臣（科学技術政策担当）の古川元久らとともに、日本の行政府におけるレガシーシステムの刷新、情報システムの統合・集約、最高情報責任者制度の導入などを議論していた。こうした経緯から、2012年8月10日、内閣官房にて政府情報化統括責任者に就任した。同年12月26日、野田第3次改造内閣が退陣し第2次安倍内閣が発足したが、以降も引き続き政府情報化統括責任者を務めた。
2013年5月31日の「内閣法等の一部を改正する法律」の施行に伴い、非常勤の政府情報化統括責任者に代わって、新たに常勤かつ専任の内閣情報通信政策監が設置されることになった。それに伴い、同年6月4日、内閣情報通信政策監に就任した。2014年12月24日に内閣情報通信政策監に再任され、2017年11月1日にさらに再任された。
2018年7月10日に内閣情報通信政策監を退任。2019年、旭日重光章受章。

## 政策・主張
日本のIT戦略
内閣官房で政府情報化統括責任者に就任すると、国のIT戦略で重視すべき要素として「役割と実行責任の明確化」「国民に対する説明責任の履行」「現状把握の徹底」「お客様視点でのサービス提供」「業務改革の徹底」の5つを掲げた。一方、日本の行政府にて情報通信技術の活用を阻害している要因として「コスト意識や利用者視点の欠如」「情報の連携や利用を妨げる標準化や互換性の不足」「縦割り行政、規制の不十分な見直し」「業界団体等の導入主体の特性」を挙げている。
世界最先端IT国家創造宣言
内閣官房での政府情報化統括責任者としての活動を踏まえたうえで、2013年6月に内閣情報通信政策監に就任すると『世界最先端IT国家創造宣言』を取り纏めた。

## 略歴
- 1944年 - 誕生。
- 1966年 - 武蔵工業大学工学部卒業。
- 1966年 - リコー入社。
- 1986年 - リコー生産本部副本部長。

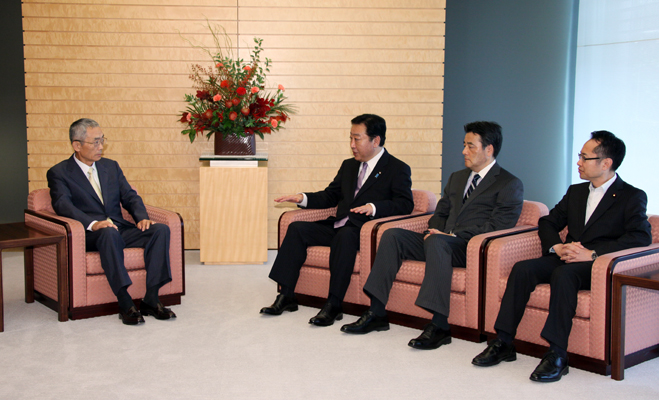
2012年9月6日、総理大臣官邸にて内閣総理大臣野田佳彦（右から3人目）、内閣府特命担当大臣（行政刷新担当）岡田克也（右から2人目）、内閣府特命担当大臣（科学技術政策担当）古川元久（右端）と

- 1987年 - リコーエレクトロニクス取締役。
- 1987年 - リコーエレクトロニクス社長。
- 1990年 - リコーコンポーネント事業部事業部長。
- 1992年 - リコー取締役。
- 1993年 - リコー情報システム本部本部長。
- 1993年 - リコーシステムユニット事業部事業部長。
- 1997年 - リコー常務。
- 1998年 - リコー生産事業本部本部長。
- 1998年 - リコーPCUP事業部事業部長。
- 2000年 - リコー専務。
- 2005年 - リコー執行役員。
- 2005年 - リコー最高情報責任者。
- 2008年 - リコー副社長。
- 2010年 - リコージャパン取締役。
- 2010年 - リコージャパン会長。
- 2010年 - リコージャパン執行役員。
- 2012年 - リコージャパン顧問。
- 2012年 - 内閣官房政府情報化統括責任者。
- 2013年 - 内閣情報通信政策監。
- 2018年 - 内閣情報通信政策監退任。
- 2021年 - デジタル庁参与[11]。

## 関連人物
- 岡田克也
- 古川元久
- 森田朗
- 國領二郎

### 註釈
1. ↑  武蔵工業大学は、のちに東京都市大学の源流の一つとなった。